# Gmina Biskupiec (Powiat Olsztyński)
Die Gmina Biskupiec [bʲisˈkupʲɛts] ist eine Stadt-und-Land-Gemeinde im Powiat Olsztyński der Woiwodschaft Ermland-Masuren in Polen. Ihr Sitz ist die Stadt Biskupiec (deutsch Bischofsburg) mit 10.585 Einwohnern (2016).

## Geographische Lage
Die Stadt liegt im historischen Ostpreußen, im östlichen Bereich der Pojezierze Olsztyńskie (Allensteiner Seenplatte), die zum masurischen Seengebiet gehört.

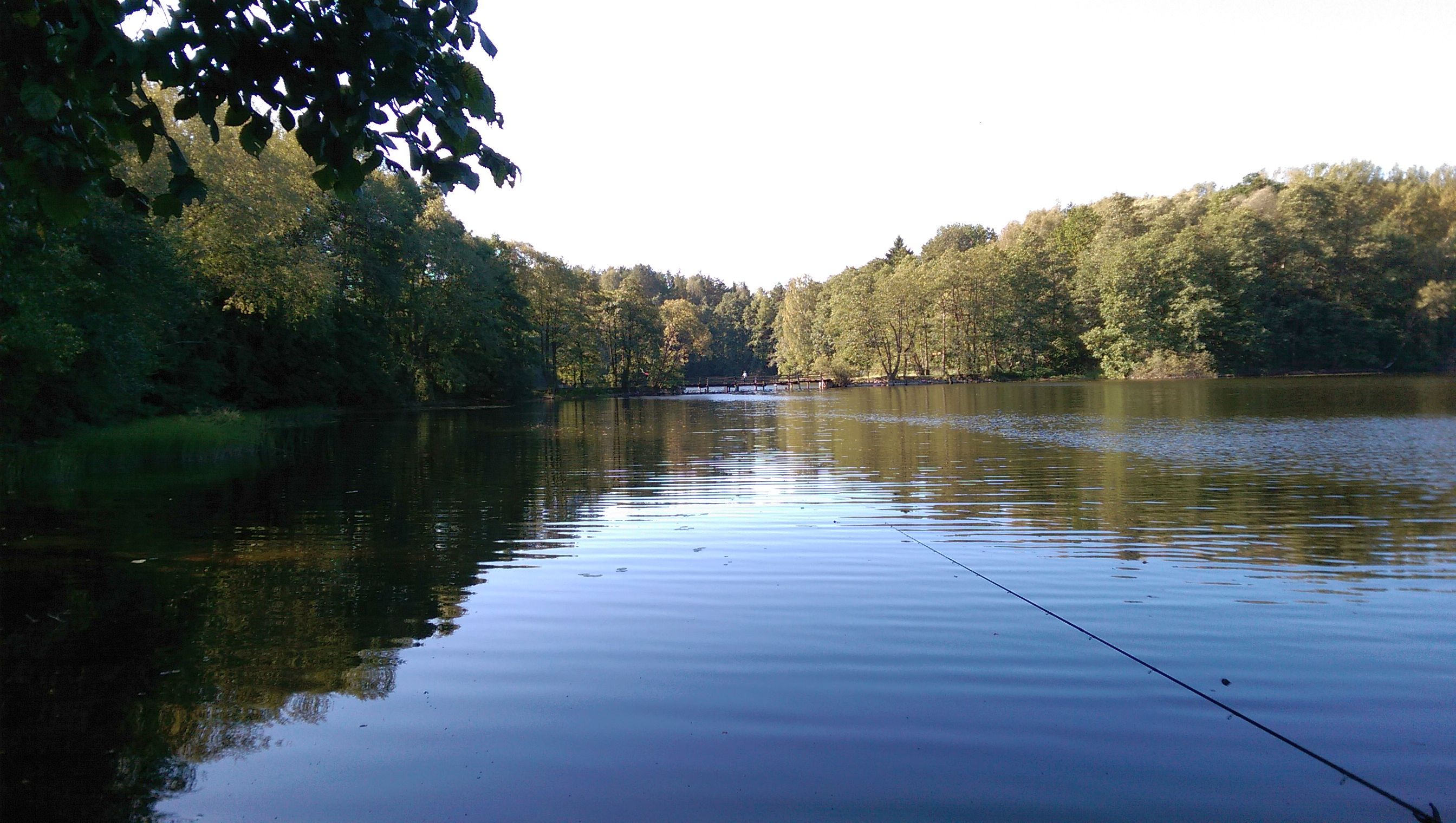
Der Dadaj

Auf Gemeindegebiet liegt der Dadaj (Daddaisee), er ist mit 10 km² der größte See der Seenplatte. Dort mündet das kleine Flüsschen Dymer (Dimmer), an dessen Ufer die Stadt liegt. Die umgebende Landschaft gehört zum Baltischen Landrücken.

## Geschichte

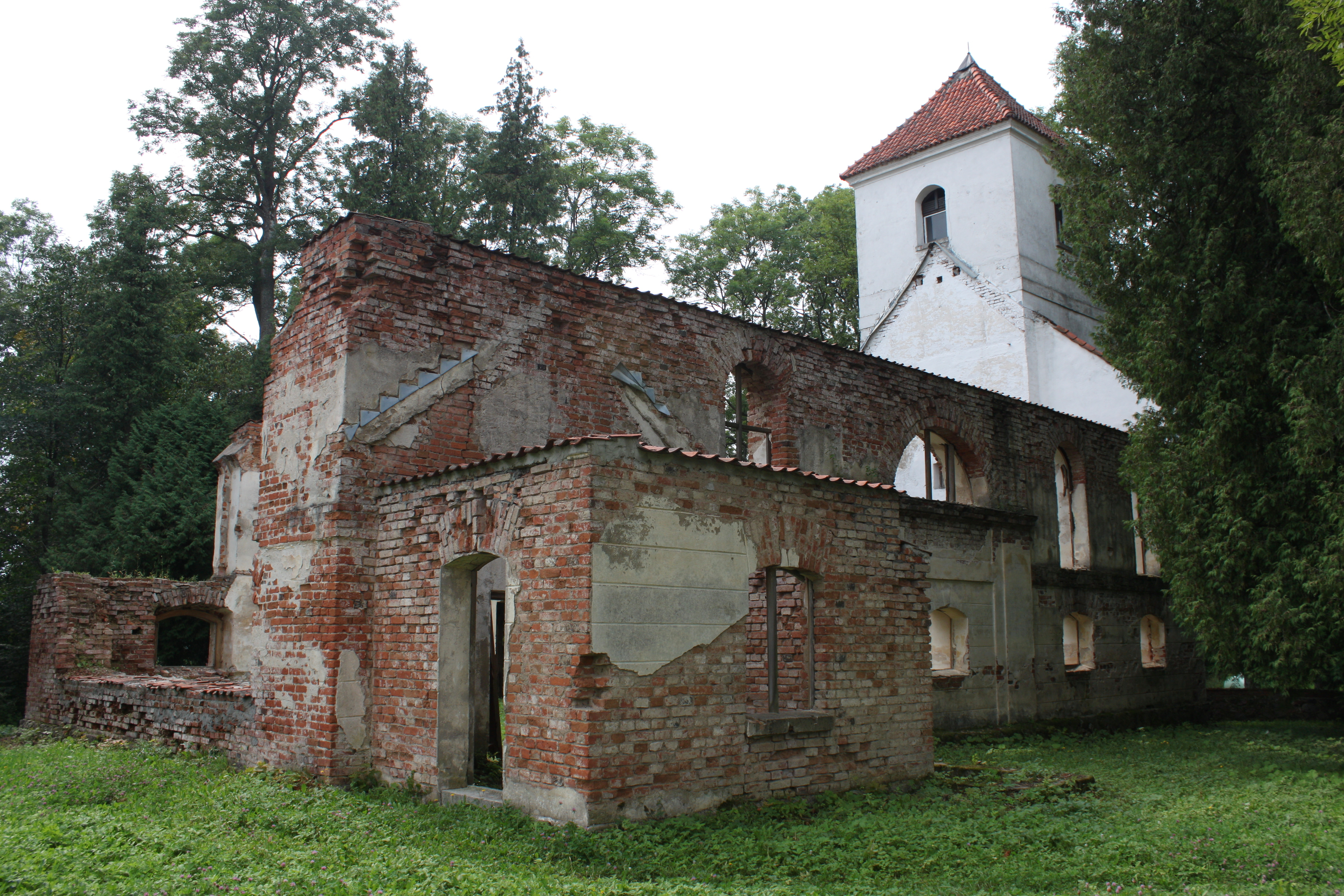
Ruine der evangelischen Kirche in Kobułty (Kobulten)

Von 1975 bis 1998 gehörte die Gemeinde zur Woiwodschaft Allenstein.

## Verkehr
Die Stadt selbst liegt am Kreuzungspunkt zweier Fernstraßen, der DK 16, die von Grudziądz (Graudenz) bis nach Litauen führt und der DK 57, die die Verbindung zum Kaliningrader Gebiet herstellt. Zwei Bahnlinien berühren die Stadt, die Strecke Lidzbark Warmiński (Heilsberg) – Szczytno (Ortelsburg) sowie die Abzweigung nach Ełk (Lyck).

## Gliederung
Zur Stadt-und-Land-Gemeinde gehören folgende Ortschaften:
| polnischer Name (seit 1945) | deutscher Name                                                        |  | polnischer Name (seit 1945) | deutscher Name                            |  | polnischer Name (seit 1945) | deutscher Name                                              |  |
| --------------------------- | --------------------------------------------------------------------- |  | --------------------------- | ----------------------------------------- |  | --------------------------- | ----------------------------------------------------------- |  |
| Adamowo                     | Adamshof                                                              |  | Gęsikowo                    | Forsthaus Labuch                          |  | Pudląg                      | Paudling                                                    |  |
| Biesówko                    | Klein Bössau                                                          |  | Januszewo                   | Johannisberg                              |  | Rasząg                      | Raschung                                                    |  |
| Biesowo                     | Groß Bössau                                                           |  | Józefowo                    | Josephshof                                |  | Rozwady                     | Erdmannsdorf                                                |  |
| Biskupiec                   | Bischofsburg                                                          |  | Kamionka                    | Steinhof                                  |  | Rudziska                    | Rudzisken 1928–1945 Rudau                                   |  |
| Biskupiec-Kolonia Druga     |                                                                       |  | Kobułty                     | Kobulten                                  |  | Rudziska (Osada)            |                                                             |  |
| Biskupiec-Kolonia Pierwsza  |                                                                       |  | Kojtryny                    | Kattreinen                                |  | Rukławki                    | Rochlack                                                    |  |
| Biskupiec-Kolonia Trzecia   |                                                                       |  | Kramarka                    | Kramarka 1938–1945 Krammen                |  | Rzeck                       | Ridbach                                                     |  |
| Boreczek                    | Heide                                                                 |  | Łabuchy                     | Labuch                                    |  | Sadłowo                     | Sadlowo, Oberförsterei 1930–1945 Oberförsterei Bischofsburg |  |
| Borki Wielkie               | Groß Borken                                                           |  | Labuszewo                   | Haasenberg                                |  | Sadowo                      | Saadau                                                      |  |
| Botowo                      | Bottowen 1938–1945 Bottau                                             |  | Łąka Dymerska               | Dimmernwiese                              |  | Stanclewo                   | Stanislewo 1931–1945 Sternsee                               |  |
| Bredynki                    | Bredinken                                                             |  | Lipowo                      | Lipowo 1933–1945 Lindenhorst              |  | Stryjewo                    | Striewo 1928–1945 Stockhausen                               |  |
| Bukowa Góra                 | Bukowagurra 1927–1945 Buchenberg                                      |  | Ługi                        | Wiesenthal                                |  | Węgój                       | Wengoyen                                                    |  |
| Chmielówka                  | Chmielowken 1938–1945 Neumoithienen                                   |  | Mojtyny                     | Moythienen 1938–45 Moithienen             |  | Wilimy                      | Willims                                                     |  |
| Czerwonka                   | Rothfließ                                                             |  | Najdymowo                   | Neudims                                   |  | Wólka Wielka                | Groß Wolka 1938–1945 Großwolken                             |  |
| Dębowo                      | Dembowo: Kolonie1938–1945 Diborn, und: Forsthaus1928–1945 Stockhausen |  | Nasy                        | Nassen                                    |  | Zabrodzie                   | Zabrodzin 1929–1945 Schöndorf                               |  |
| Droszewo                    | Kunzkeim                                                              |  | Nowe Marcinkowo             | Neu Mertinsdorf 1939–1945 Neu Märtinsdorf |  | Zameczek                    | Neu Chatell                                                 |  |
| Dworzec                     | Schönbruch                                                            |  | Parleza Mała                | Klein Parlösen                            |  | Zarębiec                    | Kleisack                                                    |  |
| Dymer                       | Dimmern                                                               |  | Parleza Wielka              | Groß Parleese                             |  | Zazdrość                    | Falkenheim                                                  |  |

## Persönlichkeiten
- Alfred Preuß (1887–nach 1945), deutscher Politiker (NSDAP); geboren in Rothfließ
- Manfred Rekowski (* 1958), deutscher evangelischer Theologe; geboren in Mojtyny.